# Sommerviller
Sommerviller település Franciaországban, Meurthe-et-Moselle megyében. Lakosainak száma 1002 fő (2022. január 1.). Sommerviller Crévic, Dombasle-sur-Meurthe, Flainval és Haraucourt községekkel határos.

## Népesség
A település népessége az elmúlt években az alábbi módon változott:
| Lakosok száma | 830  | 945  | 955  | 923  | 931  | 980  | 990  | 994  | 996  | 1002 |
|               | 1968 | 1982 | 1990 | 2006 | 2013 | 2015 | 2017 | 2019 | 2020 | 2022 |